# Бёрджесс, Эрнст
Э́рнст Уо́тсон Бёрджесс (англ. Ernest Watson Burgess; 16 мая 1886, Тилбери, провинция Онтарио, Канада — 27 декабря 1966, Чикаго, США) — известный американский социолог, представитель Чикагской школы социологии, видный исследователь социологии города. Главный редактор American Journal of Sociology (1936—1940).
В американской социологии Эрнст Бёрджесс прежде всего известен как один из основоположников Чикагской школы социологии, вместе с Робертом Парком и Уильямом Томасом. Роберт Парк по праву считается идейным лидером и главной фигурой школы, но в том, что касается методологии, Бёрджесс отличался неординарностью мышления, что давало расплывчатым идеям Парка конкретную форму. Во многом благодаря этому сотрудничеству, в начале 1920-х в Чикагской социологии установились благоприятные интеллектуальные условия.
Бёрджесс, как считали коллеги, имел качества, которые очень помогали ему при сотрудничестве с Парком; многообразие способностей и того и другого создало крепкий творческий тандем. Необыкновенный интерес к различным методикам, неплохая осведомленность в методологии, а также незаурядные управленческие способности, — вот то, что сделало Бёрджесса незаменимой фигурой в так. наз. «Чикагской школе».

## Жизненный путь
Родился будущий учёный 16 мая 1886 года в городе Тилбери (Онтарио). Его отец, англиканский священник, основал приход в этом городе, а заодно и работал учителем в местной школе. Ещё в детстве его семья переехала в Уайтхолл (Мичиган), где Эрнст стал учиться в частной школе. Уже в раннем возрасте обнаружились его необыкновенные способности; его первый учитель называл Эрнста «маленьким профессором». Тогда он мечтал преподавать в университете, церковная же карьера отца его не привлекала.
В 1905 году семья переехала в Кингфишер (Оклахома), где Бёрджесс стал учиться в Кингфишер-Колледже. Окончив его в 1908 году, он хотел поступить на факультет английской филологии в Мичиганском университете. Но профессор Кингфишер-Колледжа, который окончил чикагский социологический факультет, представил Бёрджесса А. Смоллу, и после собеседования с ним Бёрджесса приняли на факультет социологии Чикагского университета. Здесь он стал современником так. наз. «большой четверки» социологии: А. Смолл, Ч. Хендерсон, Дж. Винсент и У. Томас. Своими учителями он впоследствии называл Винсента и Томаса. Книга «Польский крестьянин в Европе и Америке» оказала на Бёрджесса колоссальное впечатление, и он начал исследование русского крестьянина и заинтересовался проблемой этнических групп.
Внимание к проблемам расы и этноса был особенно острым в то время в Чикаго. Бёрджесс два года возглавлял студенческий социологический клуб, был членом космополитического клуба (интернациональной академической группы) и внимательно изучал этнические проблемы. Тем не менее, окончив университет, он не написал диссертацию. После Чикаго Бёрджесс отправился в Толедо, штат Иллинойс, где год преподавал в местном университете, затем — в университете штата Канзас.

## Книга «Введение в науку социологии»
Он ещё 2 года работает в Канзасе, год преподает Огайо, потом в 1916 году возвратился в Чикаго. К тому времени он успел защитить докторскую диссертацию по теме «Функция социализации в социальной эволюции». Именно тогда он и Роберт Парк начали тесное сотрудничество, продлившееся 30 лет. По словам Э. Хьюза:
Предполагалось, что Бёрджесс будет читать вводный курс по социологии. Он попросил профессора Бедфорда, который вел аналогичный курс, сдать его примерный конспект. Бедфорд отказался, сославшись на занятость. Тогда старший коллега Бёрджесса Парк помог ему разработать программу лекций вводного курса, которая после апробации в аудиториях стал знаменитым «Введением в науку социологии Р. Парка и Э. Бёрджесса.
«Введение в науку социологии» готовилось очень кропотливо и стало первым образцом совместной работы Парка с Бёрджессом. После детального обсуждения всех теоретических положений, они записывались Бёрджессом в виде очерка и рецензировались Парком, иногда очень серьёзно. И только потом Бёрджесс оформлял окончательную версию текста. Бёрджесс вспоминал, что ему «очень повезло, когда он получил возможность приобщиться к творческому процессу вместе с Р. Парком», никогда не покидавшего своего рабочего места.
Темами лекций Бёрджесса были и собственно вводный курс, и криминология, и социальная патология, теории личности и её дезорганизации, и социология семьи. Парк и Бёрджесс также вместе вели курс по полевым исследованиям. Результатом стал учебник по методам социологического исследования, который опубликовал В. Палмером. Книга стала неким методическим дополнением к «Вступлению в науку социологии». Именно ней в качестве социологических методов были отмечены: исторический метод, статистические методы, монографическое исследование. В заключительной главе подробно рассматривались исследовательские методики и техника монографического исследования, в том числе изучение личных документов, интервью, социальное картографирование и наблюдение.
Бёрджесс, особенно на начальных этапах исследования, увлекался техникой социального картографирования, что помогало ему выдвигать гипотезы и теоретические нововведения. Само общество тогдашнего Чикаго вырисовывалось перед ученым таким:
«Чикаго захлестнули волны иммигрантов из Европы. Особенно большое количество прибывших было в период с 1890 по 1910 год. Первая мировая война приостановила этот поток, но сразу же после войны он возобновился с еще большей силой. В то время, когда мы начинали свои исследования, многие этнические соседские общины уже прочно установились, имея свои церкви, школы, газеты, рестораны, политиков ... К этому же времени настроения общественности выкристаллизовались в довольно стойкое предубеждение и неприязнь к переселенцам из Восточной и Южной Европы ... Дети иммигрантов, оказавшись между двух культур, не разделяли ни идеалов своих родителей, ни американских, хотя и отождествляли себя с Новым Светом. Они собирались в так называемые уличные компании, которые вели себя откровенно вызывающе как относительно требований родителей, так и по отношению к социальным нормам американского общества в целом».

## Социология города
По мнению Бёрджесса, все прежние исследователи при изучении проблем города концентрировались лишь на описании жизни обитателей трущоб, что сильно отличалось от приписываемых им стереотипов.
К началу 20-х годов вместо «социальной работы» Бёрджесса стали интересовать прежде всего прагматичные исследования, нуждающиеся в научном обосновании, а значит, в научном изучении проблем социума. К социальному реформизму и Парк и Бёрджесс относились одинаково: они думали, что место социолога не на политической трибуне, поскольку отстаивание интересов той или иной социальной группы вредит объективности исследований. Однако социолог должен сосредоточиваться на наиболее злободневных социальных проблемах и помогать их разрешению доведением до политиков объективной научной информации.
Бёрджесс черпал необходимую объективную информацию из социальных карт города Чикаго, которые показывали распределение, прежде всего, подростковой преступности, но ещё и кинотеатров, танцплощадок и т. д. С 1916 по 1923 год протекал так называемый «период без фондов», когда картографированием занимались с помощью студентов, до тех пор пока не был создан Комитет по изучению местного сообщества в Чикаго, что взял на себя долю финансирования городских исследований. Создавая одну карту за другой, исследователи стали приходить к выводу, что города имеют некую структуру и упорядоченность и что разные типы социальных проблем тесно связаны друг с другом.

## Библиотека Харпера

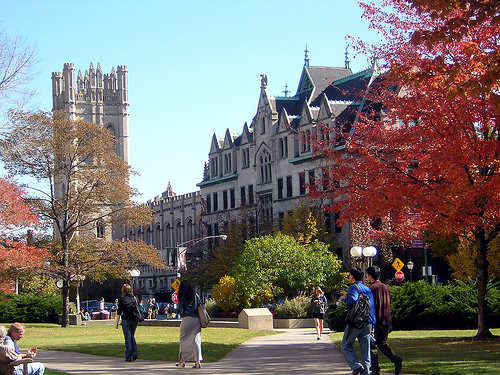
Чикагский университет — родина Чикагской школы социологии

Студенты, занимавшиеся картографированием, активно общались и с Парком, и с Бёрджессом; через конкретные исследования под прямым руководством Бёрджесса они шли к пониманию теоретической базы социологии Парка. Впоследствии из них вышли такие знаменитые в американской социологии имена, как Н. Андерсон, Ф. Трэшер, Е. Морер, Р. Кейвен, Л. Вирт, Х. Зорба, Ф. Фрейзер, К. Шоу, Г. Маккей, Л. Коттрелл, Дж. Ландеско и др. Их труды стали составной частью и оригинальным вкладом в масштабную исследовательскую программу Парка — Бёрджесса «Город как социальная лаборатория».
Город представлялся исследователям «лабораторией» для изучения разных сторон поведения человека. Но «в отличие от химической или физической лаборатории, куда можно доставить соответствующие объекты для их изучения в контролируемых условиях, социальные объекты не могут быть извлечены из их среды (личности, группы, института… они должны изучаться в „лаборатории сообщества“». Для создания «лабораторных» условий в жизни различных городских сообществ нужно было создать соответствующую инфраструктуру для социологических исследований, в чём значение Бёрджесса трудно преувеличить: он устанавливал и поддерживал связи с различными городскими организациями для получения нужных для исследования данных, среди них: Совет по соцобеспечению, Отделение здравоохранения, агентство, занимающееся подростковой преступностью, Коммерческая ассоциация, Городская лига, различные городские клубы, наконец, межфакультетские контакты в университете. В 1923 году был положен конец так называемому «периоду без фондов» с созданием первого комитета по изучению местного сообщества с Бёрджессом как представителем от социологии, финансируемого из фонда Лауры Спелман Рокфеллер. Бёрджесс, кроме создания финансовой и информационной организации инфраструктуры, внес значительный вклад в теоретическую концепцию развития города, которая органично дополнила социально-экологический подход Парка.

## Концепцияконцентрических зон города
| Пригородная зона Жилая зона | Зона рабочего класса Зона перехода | Фабричная зона Деловой центр |

В 1925 году вышла классическая работа Бёрджесса — «Рост города: введение в исследовательский проект». Она появилась в результате проводившегося социального картографирования Чикаго и условного разделения его на 75 непохожих, качественно различных «естественных района», и более 300 соседских общин, которые и определили «пространственный тип Чикаго», сохранившийся до сих пор (классификацию районов по Бёрджессу и сегодня имеет телефонная книга Чикаго). Данная работа проводилась с 1924 по 1930 год; она помогла ещё глубже исследовать проблемы города и стала важным источником информации для разных общественных и политических организаций города. Все 75 районов, на которые был разделен Чикаго, показывали все разнообразие типов поселений, — промышленная зона, районы иммигрантов, деловые районы, гостиничные и фешенебельные; каждый из них представлял собой «общество в миниатюре», со своими историей, традициями и проблемами.
Именно в «Росте города» впервые была подробно расписана идея концентрических зон в Чикаго, которые, по мнению Парка, Бёрджесса и Маккензи, располагаются в таком порядке: зона І «LOOP» — центральный деловой район (в Чикаго — Большая Петля); вокруг центра располагается переходная зона, где размещаются конторы и легкая промышленность (І' «Factory zone»); зона III «Working class zone» — здесь проживает рабочий класс, который вытеснен из зоны перехода (II «Zone of transition»), но поселился вблизи места работы; за ней следует «зона резиденций» (IV «Residential zone») — особняков для одной семьи. Ещё дальше — пригородная зона или зона городов-спутников (V «Commuter zone»), что находятся в 0,5-1-часе езды от центра города.
Исследование «естественных районов» Бёрджесс вел по двум главным направлениям: определение пространственного облика района, его топографии, размещения местного сообщества, изучение ландшафта и инфраструктуры; исследование его культурной составляющей: образа жизни, обычаев, стереотипов.
По мнению Бёрджесса, городской рост прежде всего стимулирует миграция, или мобильность (семей, индивидов, институтов), причем пространственная мобильность иногда является показателем и ускорителем социальной мобильности. Миграция внутри города, мобильность и подвижность пространственных и социальных границ городской структуры, иными словами, динамика городских процессов лежит в основе идеи концентрических зон. Причем городская динамика, идущая в направлении от центра к периферии, имеет циклический характер, подобный социально-экологическому циклу Парка: «Сейчас, — писал Бёрджесс в 1964 году, — мы переживаем новое зональное движение, когда восстановление города начинается с центра и постепенно надвигается на окраины, а те расширяются в новом диапазоне».

## Исследование городской среды
Особое внимание в своих исследованиях Бёрджесс уделил процессу социальной и личностной дезорганизации, которую он считал нужным рассматривать не как социальную патологию, а как процесс, ведущий к социальной реорганизации через взаимодействие и приспособление. Ситуация, что сложилась в городах США в тот период, располагала к подобному реформизму и заставляла в качестве целей ставить прежде всего установление социального контроля, локализацию процессов дезорганизации, регуляцию взаимодействия разных городских сообществ и адаптацию мигрантов в духе американского образа жизни.
Первыми социальными картами Чикаго, созданными Бёрджессом и его студентами, были карты распределения юношеской преступности, прежде всего иммигрантской. Согласно картам, малолетние преступники жили главным образом в так называемых районах «распада» и в «переходных» районах и почти никогда — в благоустроенных. Чтобы подробнее изучить данное явление, ещё в 1910-е был основан Институт по изучению молодежи. Социологическую секцию в нём возглавил ученик Бёрджесса — Клиффорд Роб Шоу, а потом туда вошли другие его ученики — Г. Маккей, Ф. Зоробо, Л. Коттрелл, К. Тиббитс. Многие их выполненные под руководством Бёрджесса работы стали потом классическими исследованиями в области социологической криминологии.
Кроме того, Бёрджесс известен и за исследование, проведенное совместно с Дж. Ландеско и К. Тиббитсом по заказу следственного управления Иллинойса об освобождении преступника под честное слово (поручительство). В целом, в работах по преступности Бёрджесс и его студенты учитывали личностные и социально-психологические стороны данного явления, чтобы потом найти пути «реорганизации», или «реабилитации» личности.

## Социология семьи
Также, огромный интерес к изучению социальных характеристик есть и в работах Бёрджесса о семейных и брачных отношениях. Первые теоретические и практические наработки в этой области социологии были сделаны ещё в рамках изучения социальной экологии города, в процессе изучения влияния этнических различий на семейно-брачные отношения, социальную дистанцию между партнерами. Основные идеи изложены в работах «Семья как единство взаимодействующих личностей» (1926), «Предсказание удачного или неудачного» (1939) (в соавторстве с Коттрелл), «Родина» (1945) (в соавторстве с Г. Локком). Изучение семьи Бёрджесс, одним из первых в американской социологии, проводил во многом через призму психоанализа Фрейда, Адлера, Юнга и Райха.
Постепенно исследования Бёрджесса все больше сосредоточивались на межличностном взаимодействии супругов, на распределении ролей в семье и т. д. Семья представлялась ему средой, где индивид превращается в личность. Семья, как такое «единство взаимодействующих личностей», отражает социальный климат, степень организации и дезорганизации общества в целом и служит основой для его реорганизации. Главное влияние на формирование личности оказывают отношения детей и родителей. Приобретенные в период социализации в семье образцы поведения, которые не находят применения за её пределами — главная причина психологического конфликта (личностной дезорганизации), который ведет к девиантному поведению.

## Методологическая разносторонность
В плане методологии на Бёрджесса оказала огромное влияние работа Уильяма Томаса и Флориана Знанецкого «Польский крестьянин в Европе и Америке», заставив его в большей мере интересоваться качественными методами в социальных исследованиях. Особенно его привлекал монографический метод, то есть анализ личных документов, дневников, биографий, интервью и опрос, поскольку он позволяет раскрыть «то, что кроется под масками, которые носят все люди», «они позволяют проникнуть во внутренний мир воспоминаний и стремлений, страхов и надежд другого человека». К примеру, при изучении социологии города, Бёрджесс советовал своим ученикам анализировать романы Драйзера и Андерсона.
Это не означает, однако, что Бёрджесс пренебрегал статистическими методами. Он был одним из первых в Чикаго социологов, кто применил компьютер при обработке данных. Подобная разносторонность ученого давала ему возможность находить эмпирическое обоснование своим научным изысканиям.

## Организационная деятельность

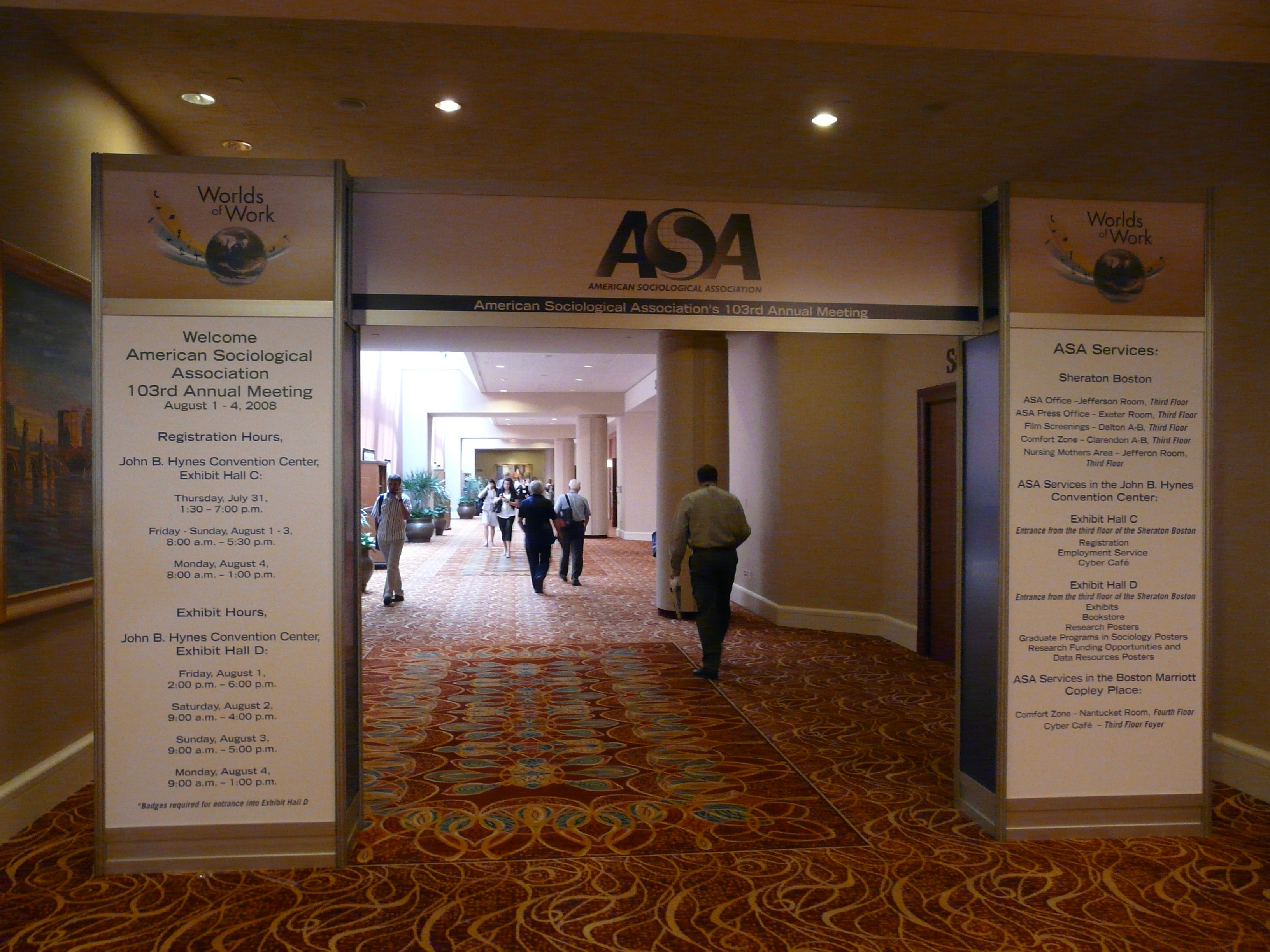
Конференция американской социологической ассоциации, президентом которой Бёрджесс был в 1920—1930 годы

Характер Бёрджесса отличался терпимостью и одновременно тягой к новым явлениям, что позволяло ему находить общий язык с самой разношерстной публикой и работать в разнообразных организациях. Однажды его даже обвинили в неблагонадежности из-за общения с представителями сомнительных социальных групп, однако на публичном слушании этого дела в комитете конгресса оппоненты отказались от обвинений. Ф. Хаузер считал Бёрджесса «идеальным типом коллеги», кто всегда был спокойным, рассудительным и всегда умел предотвратить конфликт. Он помогал студентам не только в научном плане, но также в материальном и в плане карьеры.
Бёрджесс работал в многочисленных социальных организациях, правительственных и неправительственных комитетах: в Комитете по исследованиям в социальных науках, в Комитете по национальной обороне (в период Второй мировой войны), занимался проблемами реабилитации ветеранов войны и их адаптацией к послевоенной жизни. В 1920—1930 годах был секретарем Американской социологической ассоциации, её президентом (1934), работал в 1936—1940 годах главным редактором «Американского журнала социологии». Бёрджесс был сооснователем следующих организаций: Общество по изучению социальных проблем, Национальный совет по семейным отношениям, Центр по изучению семьи и сообщества (в Чикаго). В 1949 году основал геронтологическое общество
В старости Бёрджесс часто болел; сильно подкосила его смерть сестры. Он умер в Чикаго в 1966 году в возрасте восьмидесяти лет. За много лет до этого он завещал своё имущество Чикагскому университету с целью основать Фонд Э. Бёрджесса для помощи студентам и развития социологических исследований.

## Современники о Бёрджессе
Более, чем кто бы то ни было, способствовал развитию социологии в США. Бёрджесс был неутомим в формировании и расширении институциональных основ нашей дисциплины ... Бёрджессу принадлежит огромная заслуга во внедрении и укреплении интересов социологии как на общенациональном уровне, так и в Чикагском университете.Г. Блумер
Он жил по правилам сельского протестанта Среднего Запада, которые предлагают "умеренность во всем". Но при этом его интеллект был далек от предрассудков и ограниченности ... Поэтому его оценки всегда были взвешены и не отличались крайней категоричностью.Д. Бог

## Интересные факты
- Уже в семь лет Э. Бёрджесс проявил незаурядные способности; его первый учитель называл Эрнста «маленьким профессором».
- В начале преподавательской карьеры в Чикагском университете (1916) Бёрджессу предложили читать вводный курс по социологии. Он попросил профессора Бедфорда, который вел аналогичный курс, сдать его примерный конспект. Бедфорд отказался, сославшись на занятость. Тогда старший коллега Бёрджесса Парк помог ему разработать программу лекций вводного курса, которая после апробации в аудиториях стала знаменитым «Введением в науку социологии Р. Парка и Э. Бёрджесса».
- Выучив русский язык, Бёрджесс посетил в 1926 году СССР, где исследовал влияние коммунистической философии на традиционную форму русской семьи.
- Э. Бёрджесс был среди первых социологов в Чикаго, кто использовал компьютер при обработке данных.
- Бёрджесс умел устанавливать контакты с самыми различными людьми. Так, его знакомство с представителями некоторых групп сомнительного поведения стало причиной обвинения его в неблагонадежности, но на публичном слушании этого дела в комитете конгресса Бёрджесс заставил своих оппонентов отказаться от обвинений.